# Estación de Jaume I (Teleférico del puerto)
Jaume I es una estación del teleférico del puerto. Está ubicada en la Torre Jaime I junto al World Trade Center en el Muelle de Barcelona. Dispone de un ascensor para subir desde la calle a la estación.
| << cabecera   | < estación    | línea                 | estación > | cabecera >> |
| ------------- | ------------- | --------------------- | ---------- | ----------- |
| Sant Sebastià | Sant Sebastià | Teleférico del puerto | Miramar    | Miramar     |